# Hero Dolomites
Der Hero Dolomites, bis 2016 Sellaronda Hero, ist ein internationales Mountainbikerennen im MTB-Marathon für Männer und Frauen, das seit 2010 in Italien ausgetragen wird.
Das Rennen findet in der Regel im Juni im Norden Italiens in Südtirol statt und führt einmal um die Sellagruppe in den Dolomiten. Seit 2013 gehört das Rennen zum Rennkalender der UCI, im Jahr 2015 wurden im Rahmen des Rennens die UCI-Mountainbike-Marathon-Weltmeisterschaften ausgetragen. Beim Relaunch der UCI-Mountainbike-Marathon-Serie zur Saison 2021 wurde der Hero Dolomites als einer von sechs renommierten MTB-Marathons in den Terminkalender der Serie aufgenommen.

## Strecke
Beim Hero Dolomites werden zwei unterschiedliche Strecken angeboten:
Die längere Strecke geht über 86 Kilometer und überwindet 4500 Höhenmeter. Die Strecke beginnt in Wolkenstein und führt über das Grödner Joch nach Corvara, über den Campolongopass nach Arabba, über das Pordoijoch nach Canazei und zuletzt durch das Val Duron auf die Seiser Alm und zurück nach Wolkenstein.
Die kürzere Strecke führt über 60 Kilometer mit 3200 Höhenmetern. Zunächst auf gleicher Streckenführung biegt diese auf halber Strecke vom Pordoijoch nach Canazei zum Sellajoch ab und führt direkt nach Wolkenstein.
Die Rennen, die zum Rennkalender der UCI gehören, gehen bei den Männern über 86 Kilometer, bei den Frauen über 60 Kilometer.

## Sieger

### Männer
- 2010  Klaus Fontana
- 2011  Mirko Celestino
- 2012  Héctor Leonardo Páez
- 2013  Héctor Leonardo Páez
- 2014  Héctor Leonardo Páez
- 2015  Alban Lakata
- 2016  Héctor Leonardo Páez
- 2017  Juri Ragnoli
- 2018  Héctor Leonardo Páez
- 2019  Héctor Leonardo Páez
- 2020 keine Austragung
- 2021  Andreas Seewald
- 2022  Héctor Leonardo Páez
- 2023  Héctor Leonardo Páez

### Frauen
- 2010  Anna Ferrari
- 2011  Katrin Schwing
- 2012  Katrin Schwing
- 2013  Sally Bigham
- 2014  Elisabeth Brandau
- 2015  Gunn-Rita Dahle Flesjå
- 2016  Sally Bigham
- 2017  Elena Gaddioni
- 2018  Christina Kollmann-Forstner
- 2019  Sini Alusniemi[2]
- 2020 keine Austragung
- 2021  Katažina Sosna
- 2022  Adelheid Morath
- 2023  Adelheid Morath